# Svetlana Jevtic
Svetlana Jevtic (serbisch-kyrillisch Светлана Јевтић, * 20. August 1967 in Banja Luka), auch bekannt als Sesily, ist eine serbische Pianistin und Sängerin.

## Leben
Svetlana Jevtic wuchs in Belgrad auf und trat schon im Kindergartenalter als Sängerin auf. Im Alter von 5 Jahren nahm sie ihre erste Single mit dem Belgrader Kinderchor Kolibri auf. Anschließend folgten mehrere Aufnahmen und wurden als Langspielplatte veröffentlicht.
Svetlana Jevtic studierte an der Belgrader Musikschule unter Arbo Valdma (Musikhochschule Köln). Sie beendete ihr Studium als diplomierte Pianistin im Alter von 22 Jahren mit Auszeichnung.
Seitdem tritt sie in Fernsehen und auf der Bühne auf.
Svetlana Jevtic kam 1993 nach Deutschland und eröffnete in Stuttgart eine Musikschule. Im Jahr 1997 zog sie nach Leonberg, wo sie weitere musikalische Erfahrungen machte. 2002 nahm Jevtic unter dem Pseudonym „Sesily“ eine CD mit Rock-Songs und gefühlvollen Balladen auf. Im Anschluss drehte sie ein Musikvideo.
Seit 2008 betreibt Jevtic eine Klavier- und Gesangsschule am Leonberger Marktplatz. Es folgten weitere Auftritte als Sängerin und Pianistin, vorwiegend Jazz und Soul.